# Errazurizia
Errazurizia, rod mahunarki iz tribusa Amorpheae, dio potporodice Faboideae. Postoje svega četiri priznate vrste iz pustinjskih krajeva Amerike, jedna u Čileu (pustinja Atacama), jedna u  Arizoni i dvije u sjeverozapadnom Meksiku (pustinja Sonora)..
Vrste roda Errazurizia su kserofitski grmovi koji uspjevaju na pijesku i stijenama.

## Vrste
1. Errazurizia benthamii (Brandegee) I.M.Johnst.
2. Errazurizia megacarpa (S.Watson) I.M.Johnst.
3. Errazurizia multifoliolata (Clos) I.M.Johnst.
4. Errazurizia rotundata (Wooton) Barneby

## Sinonimi
- Psorobatus Rydb.